# Czerepowo

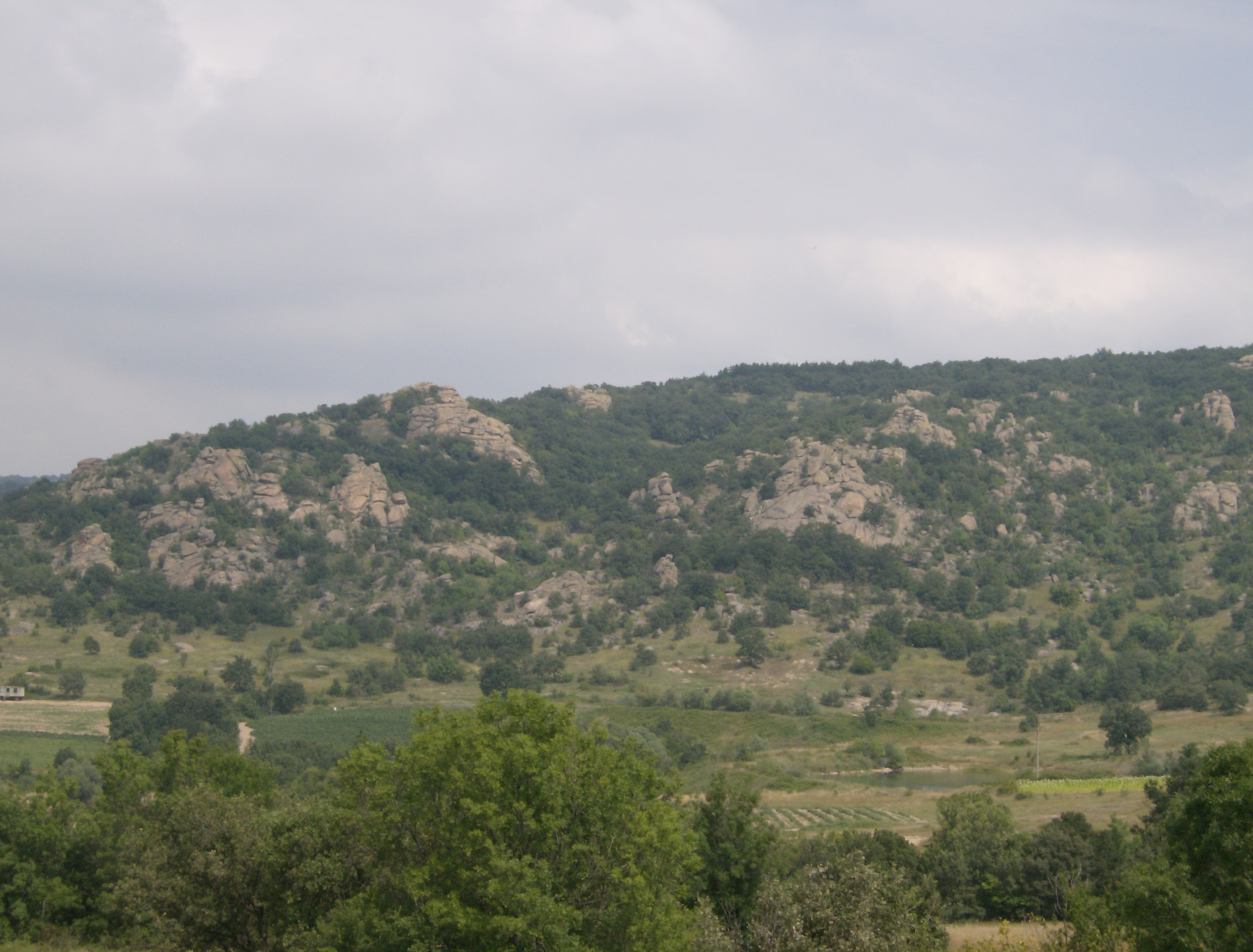
Formacje skalne wokół wsi

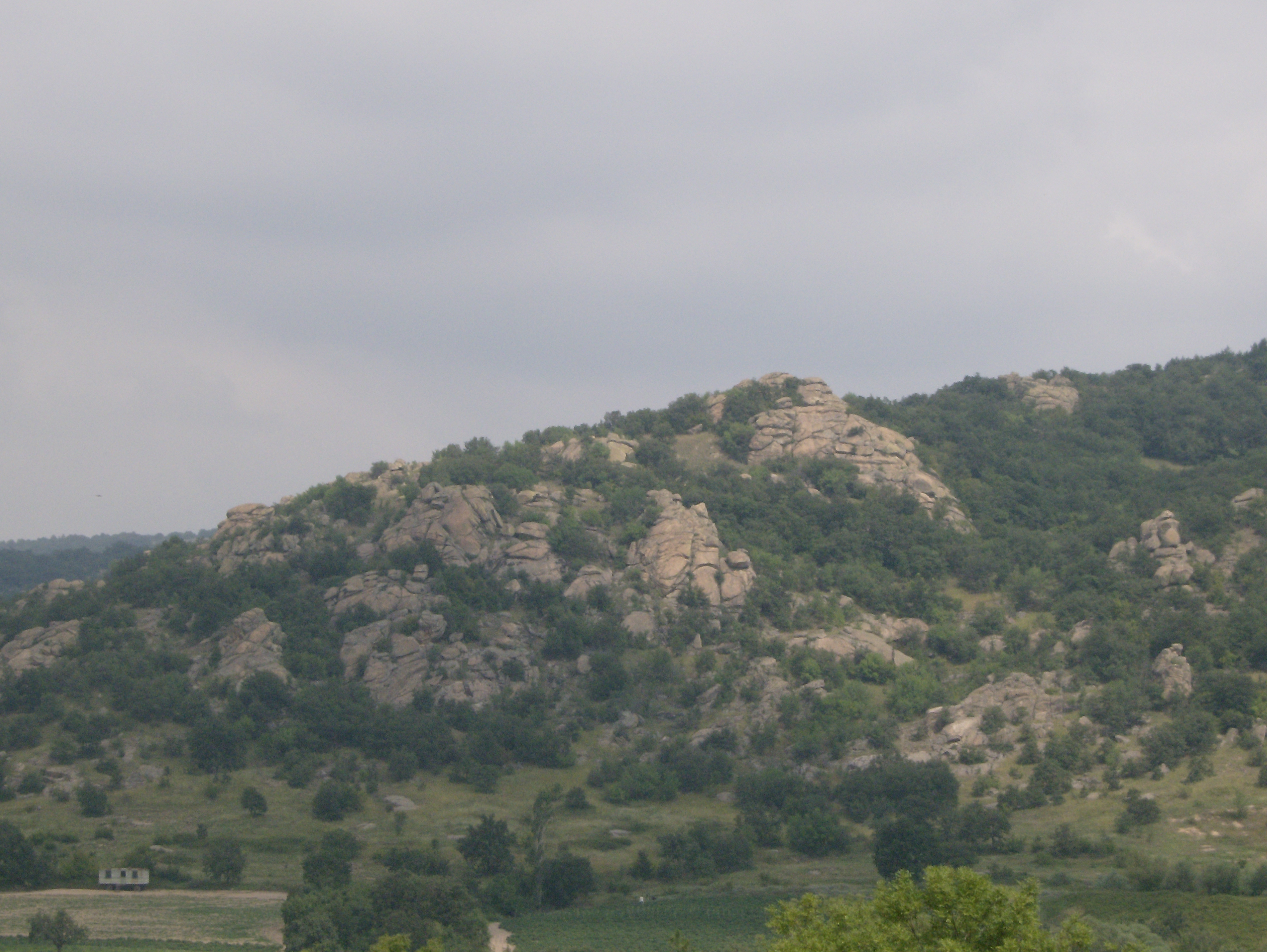
Formacje skalne wokół wsi

Czerepowo (bułg. Черепово) – wieś w południowej Bułgarii, w obwodzie Chaskowo, w gminie Charmanli. Według danych Narodowego Instytutu Statystycznego, 31 grudnia 2011 roku wieś liczyła 182 mieszkańców.
Czerepowo znajduje się w małej dolinie na zachodnich stokach Sakaru. Wieś leży na drodze Charmanli — Topołowgrad.

## Historia
Wieś dawniej nazywała się Gjudjuleri. W 1874 roku wybudowano cerkiew mimo sprzeciwów Greków ówcześnie mieszkających we wsi. Według legendy, wieś znajduje się w wielkim grobie w miejscu Sowanłyka. W okresie Kyrdżalijskim Indże wojwoda zaatakował wieś – splądrował majątek mieszkańców i zabił wszystkich mieszkańców, którzy ukryli się w cerkwi. Nazwa Czerepowo pochodzi od bułgarskiego słowa czerep (череп), oznaczające czaszkę, bowiem na ziemiach wokół dzisiejszej wsi odnaleziono wiele czaszek ludzi zabitych po ataku Indże wojwody.

## Gospodarka
Głównym źródłem utrzymania mieszkańców Czerepowa jest rolnictwo i uprawa tytoniu.

## Zabytki przyrodnicze
- jaskinia Karakolowa dupka, znajdująca się w miejscu Golami kamyni na północ od wsi.